# Șieu (Maramureș)
Șieu é uma comuna romena localizada no distrito de Maramureș, na região histórica da Transilvânia. A comuna possui uma área de 22.2 km² e sua população era de 2575 habitantes segundo o censo de 2007.